# Yavuz Baydar

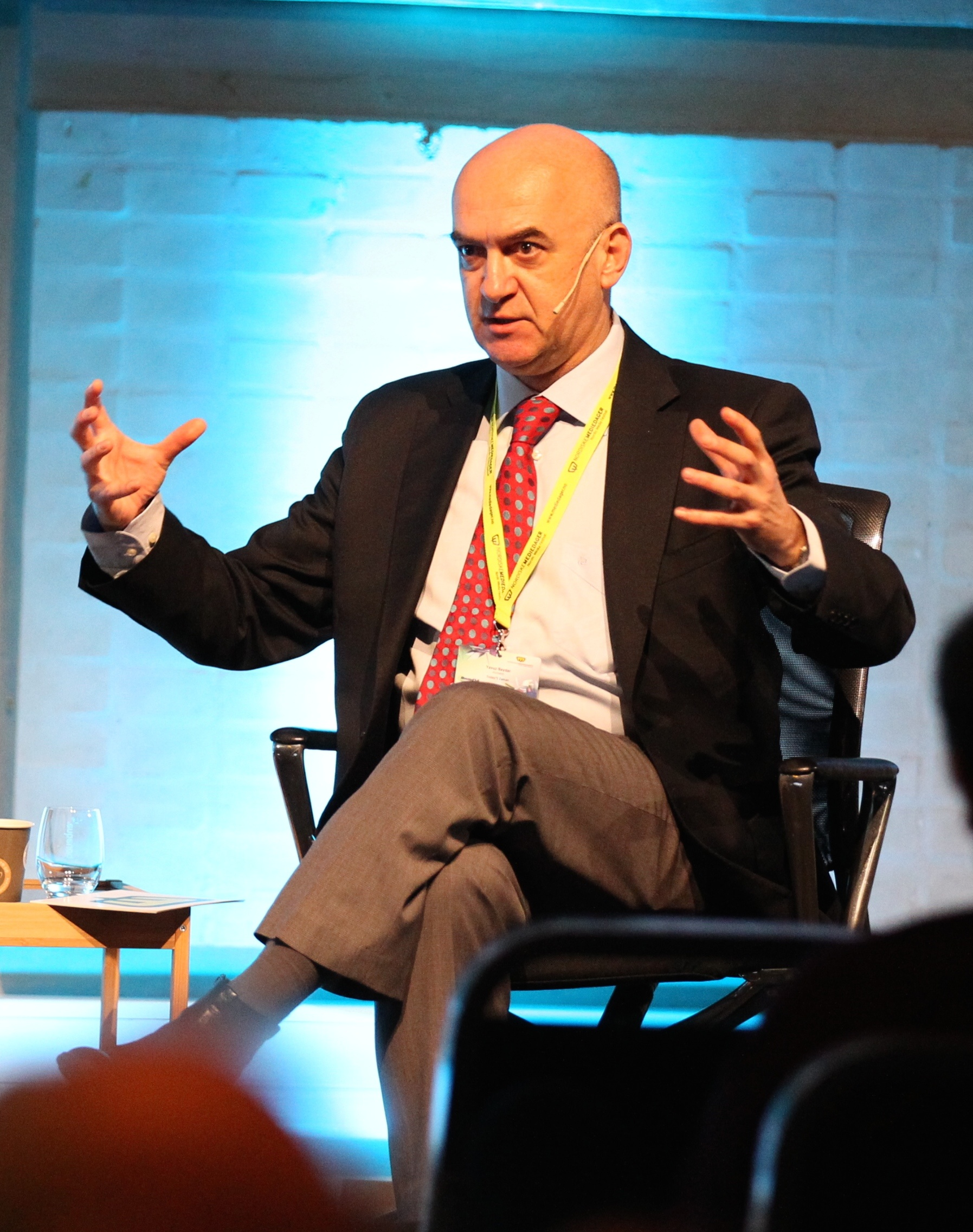
Yavuz Baydar, 2014

Yavuz Baydar (* 1956 oder 1958 in Istanbul) ist ein türkischer Journalist und Blogger. Er ist Mitbegründer der unabhängigen Medienplattform P 24 in Istanbul und gilt als erster türkischer Medienombudsmann. In Deutschland ist er durch sein Türkisches Tagebuch bekannt, das in der Süddeutschen Zeitung erscheint.

## Leben
Baydar wurde in Istanbul geboren. Die Mittelschule und das Gymnasium absolvierte er im zentralanatolischen Eskişehir. Für das Studium verließ er die Türkei und ging nach Stockholm. Dort studierte Baydar Kybernetik und Informatik. Im Jahr 1980 wurde er Radiomoderator im täglichen türkischsprachigen Programm bei der Rundfunkanstalt Sveriges Riksradio (RR). Diese Aufgabe übte er mit zwei Unterbrechungen bis 1992 aus. Daneben begann seine Fernsehkarriere 1982 beim wöchentlichen Kinderprogramm in türkischer Sprache. 1983 wurde Baydar dann Nachrichtenredakteur und -sprecher beim wöchentlichen türkischsprachigen Nachrichtenprogramm des schwedischen Fernsehens. Von 1982 bis 1984 absolvierte Baydar ein Studium an der Hochschule für Journalismus in Stockholm.
Im Jahr 1992 ging Baydar nach Paris und arbeitete ein Jahr für den Nachrichtensender Show TV und anschließend bis 1994 für den BBC World Service.
Baydar kehrte 1994 in die Türkei zurück und arbeitete dort als Journalist bei der Zeitung Yeni Yüzyıl und ab 1997 als Chefredakteur des Radiosenders Show Radyo. 1999 wurde er der erste Medienombudsmann der Zeitung Milliyet. Ab 2001 war Baydar in verschiedenen Funktionen bei der Organization of News Ombudsmen, unter anderem als Vorsitzender.
2004 nahm er eine Stelle bei der Sabah an. Weitere Stationen waren CNN Türk und TRT-Haber. Ab 2007 schrieb Baydar auch für die englischsprachige Today’s Zaman. Im Zusammenhang mit den Gezi-Protesten 2013 kritisierte Baydar in einem Artikel der Sabah allgemein die türkischen Medien und ihre Dämonisierung und Denunziation der internationalen Medien, woraufhin der Artikel vom Sabah-Redakteur nicht veröffentlicht wurde. Nach Auswertung von Leserbriefen schickte Baydar am 21. Juli einen weiteren Artikel an Sabah, in welchem beschrieben wurde, wie das Verhältnis zwischen Zeitungslesern, Herausgebern und Ombudsleuten aussehen sollte, ihre Zuständigkeitsbereiche und die Bedeutung der Selbstüberprüfung, zudem wurde dem Leser die Unrichtigkeit der Ablehnung des vorherigen Artikels erklärt, welche er als Zensur beschrieb. Nachdem auch dieser Artikel von der Redaktion abgelehnt worden war, wurde Baydar zwei Tage später mit der Begründung entlassen, er habe die Zeitung in verschiedenen Medien, insbesondere der New York Times, beleidigt. Anschließend blockierte Sabah auch den Zugang zu allen früheren Artikeln des Ombudsmanns von seiner Online-Seite. Im Jahr 2014 gründet er mit Kollegen die unabhängige Medienplattform P 24.
Nachdem die Koza-İpek-Holding und mit ihr die İpek Medya Grubu Ende 2015 unter Zwangsverwaltung gestellt wurden, wechselte Baydar zur Plattform Haberdar.

## Auszeichnung
- European Press Prize 2014: The Special Award[6]